# Їржі Киліан

Їржі Киліан (Jiří Kylián) (нар. 21 березня 1947, Прага) чеський танцюрист та хореограф сучасного танцю. Його вважають одним з найбільш видатних хореографів сучасного танцю в історії Чехії.

## Біографія
У дев’ятирічному віці почав навчатись у балетній школі Національного театру Праги. До цього періоду належать перші спроби створення маленьких постановок для своїх колег-студентів, які ніколи не були реалізовані.
У 1962 вступає до Празької консерваторії. Хоча та епоха була позначена тотальним контролем комуністичної партії, багато вчителів були чудовими, так як самі вони здобували освіту у досить демократичній довоєнній Чехословаччині. Однією з тих, хто справив великий вплив на професійний розвиток Їржі була Зора Шемберова, яка була першою виконавицею Джульєти (1938) у балеті Прокоф’єва «Ромео і Джульєта».
У цей період побачили світ дві перші хореографії Їржі Киліана — “Nine eighth’s” поставлена на джазову музику та «Квартет» — на музику Бели Бартока.
У 1967 р. отримав стипендію Королівської балетної школи у Лондоні, який на ту пору був справжньою культурною столицею. У Лондоні він знайомиться з Джоном Кранко, який запропонував йому контракт зі Штутгартським балетом. Штутгартський балет під керівництвом Кранко був одним з найвизначніших колективів того часу. Кранко був завжди відкритим не лише для співпраці з видатними хореорафами, а й з молодими, які лише розпочинали свою кар’єру. У цей час з’явились такі постановки як ”Paradox”, Kommen und Gehen (1970).
У 1975 році Киліан був призначений одним з артистичних директорів Нідерландського театру танцю, а з 1977 року став єдиним артистичним директором цього колективу, залишаючись на цій посаді до 2004 року.
У 1978 році Киліан створив трупу НТТ ІІ, до якої увійшли дуже молоді танцюристи (17—24 роки), а у 1991, НТТ ІІІ для танцюристів за 40, які залишили основний склад Театру.

## Творчість
Всесвітня слава до нього прийшла на Міжнародному фестивалі Сполето після показу його балету «Симфонієтта» на музику Яначека.
У середині 1980-х років Киліан починає ставити переважно абстрактні постановки, він звертається до музики Баха, Моцарта, Веберна, Айвза, Райха, Пярта. До найвідоміших робіт хореографа належать "Симфонія псалмів" (1978), постановка на музику одноіменного твору Стравінського, "Забута земля" (1981) за мотивами живопису Едварда Мунка на музику Бріттена, "Petite Mort" (1991) на музику Adagio та Andante Ля-мажорного та До-мажорного фортепіанних концертів Моцарта.

## Основні постановки
- 1970: Paradox et Coming and Going
- 1973: Viewers
- 1974: Stoolgame
- 1975: La Cathédrale engloutie
- 1975: Return to a Strange Land
- Nomaden
- 1978: Sinfonietta на музику Яначека
- 1978: Symphony of Psalms на музику Стравінського
- Dream Dances
- 1981: Forgotten Land
- 1982: Svadebka на музику Стравінського
- 1983: Stamping Round
- 1984: Дитя і чари на музику Равеля
- 1986: Silent Cries
- 1988: No More Play
- 1989: Falling Angels
- 1989: Black and White
- 1990: Sweet Dreams
- 1990: Sarabande на музику Баха
- 1991: Petite Mort на музику Моцарта
- 1992: As If Never Been
- 1992: No Sleep Till Dawn of Day
- 1993: Whereabouts Unknown
- 1994: Tiger Lily
- 1994: Double you
- 1995: Bella figura на музику "Stabat Mater" Перголезі
- 1997: Wings of Wax
- 1997: Tears of Laughter
- 1998: A Way Alone
- 1998: Indigo Rose
- 1999: Half Past
- 1999: Doux Mensonges для Паризької опери
- 2000: Arcimboldo
- 2000: One of a Kind
- 2000: Click-Pause-Silence
- 2001: Birth-day
- 2001: Blackbird
- 2002: 27’52”
- 2002: Claude Pascal
- 2002: When Time Takes Time
- 2003: Last Touch
- 2005: Symphony of Psalmas (редакція)
- 2005: Tar and Feathers
- 2008: Vanishing Twin
- 2008: Gods and Dogs
- 2009: Last Touch First
- 2012: Kaguyahime

## Зовнішні посилання
- Офіційний вебсайт Їржі Киліана  [Архівовано 12 лютого 2013 у Wayback Machine.]